# Qechm
L'île de Qechm, ou Qeshm, (en persan : جزیره قشم, Jazire-ye Qešm) est située au large de la côte sud de l'Iran, dont elle est séparée par le détroit de Clarence, à l'est du golfe Persique, dans le détroit d'Ormuz. Avec ses cent kilomètres de long, elle est la plus grande île iranienne et du golfe Persique. Elle possède la plus grande grotte de sel au monde (grotte de sel Namakdan). 
Par sa situation stratégique, donnant accès au golfe Persique et au golfe d'Oman sur l'océan Indien, sa possession a été la cause de conflits. 
Le nom arabe de l'île est الجزيرة الطويلة, qui signifie « l'île longue ».

## Géographie

### Topographie

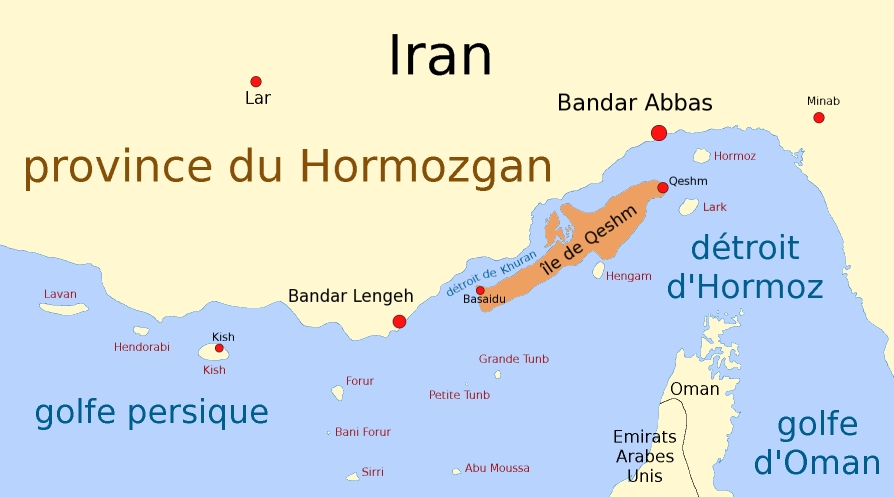
Qechm et ses environs.

L'île, de forme oblongue et de 109 kilomètres de long, d'une superficie de 1 295 km2, est séparée de la côte iranienne par le détroit de Clarence, ou détroit de Khouran (en persan : تنگه خوران), large d'une dizaine de kilomètres. Elle se trouve à une vingtaine de kilomètres de Bandar Abbas, et à 1 500 kilomètres de Téhéran. 
Bassaïdou, une base navale, est située à l'extrémité ouest. La ville principale de l'île est Qechm située à l'extrémité est de l'île.

### Environnement

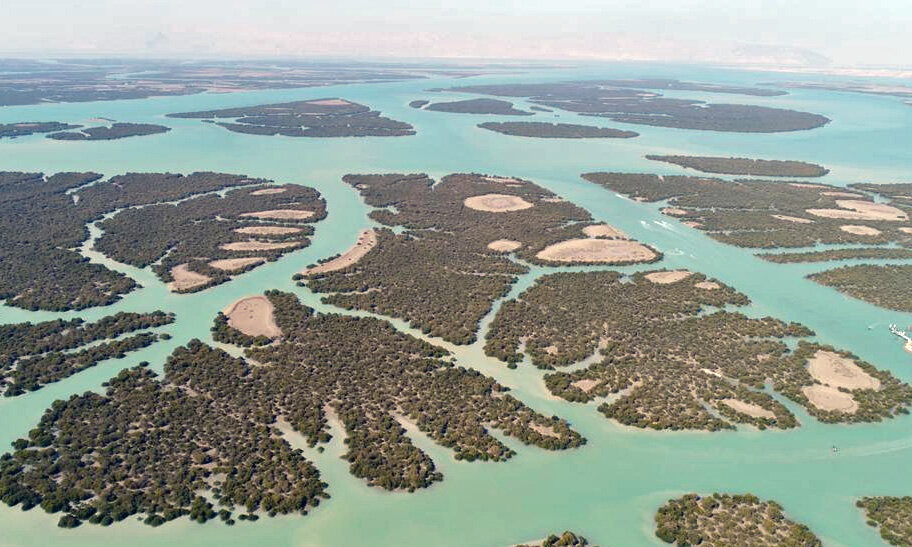
Jungle-mangrove de Hara.

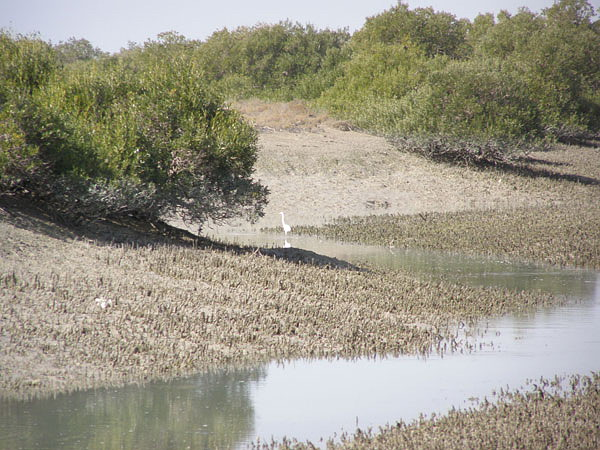
La mangrove de Hara.

La mangrove de Hara, située sur l'île et sur la côte continentale opposée, occupe une superficie d'environ 20 km2. L'arbre dominant y est le Avicennia marina, connu sous le nom local de Hara. C'est un petit arbre de 3 à 6 mètres de hauteur.
La mangrove est l'habitat naturel d'oiseaux migrateurs, de reptiles et de poissons ainsi que de certaines espèces d'arthropodes et de bivalves. On y trouve des hérons, des flamants, des pélicans, des aigles, des tortues et des serpents aquatiques. Elle joue un rôle important dans le processus de reproduction des poissons dans le golfe Persique.
Grâce aux espèces rares de lézard Bunopus tuberculatus et Eremias brevirostris, ainsi qu'à quelques espèces rares d'oiseaux en provenance de la mangrove de Hara et de la mer de sel de Mehrakan, une partie de l'île est une réserve de biosphère de l'UNESCO. Le détroit de Khouran est d'ailleurs un site Ramsar.

## Histoire
Mentionnée par Marco Polo et remarquée par Vasco de Gama pour son potentiel colonial, l'île de Qechm était au XIIe siècle une annexe importante du royaume d'Hormuz.
L'île de Qechm a été épargnée par les invasions mongoles, mais les Portugais y ont construit d'importantes fortifications militaires dès 1507 et y sont restés jusqu'à l'époque de Chah Abbas. 
Selon des sources portugaises, l'amiral Piri Reis après l'échec de la campagne ottomane contre Ormuz face aux Portugais (septembre-octobre 1552), jeta son dévolu sur l'île voisine de Qechm, décidant d'en rançonner les habitants après avoir appris que les plus riches sujets du royaume d'Ormuz y vivaient, trente marchands possédant de 20 000 à 30 000 cruzados en moyenne chacun, ainsi qu'un Juif d'Espagne du nom de Salomão possédant 80 000 cruzados.
Une délégation de notables de l'île vint plus tard à Istanbul réclamer une compensation pour la mise à sac de Piri Reis. Les autorités ottomanes refusèrent de prêter crédit à leurs griefs, arguant de l'absence de preuves.
Les Portugais  furent définitivement chassés de l'île en 1622 avec l'aide de la marine britannique. L'explorateur anglais William Baffin fut mortellement blessé à cette occasion. 
Pendant les trois premières guerres anglo-néerlandaises, la flotte de la compagnie néerlandaise des Indes orientales attaqua régulièrement l'île. Les Néerlandais l'ont occupée en 1645, mais ils l'ont quittée pour Kharg, au climat plus supportable car moins humide. 
Après la mort de Nader Chah en 1747, la domination iranienne sur le golfe Persique alla en s'amoindrissant et des tribus arabes expansionnistes finirent par conquérir l'île en 1760.
Afin d'enrayer l'hégémonie de l'Iran sur le golfe Persique, les Britanniques construisirent en 1820 un fort à Qechm ainsi qu'une base navale à Bassaïdou, nommée Bassadore dans les rapports britanniques de l'époque, en 1882. Cela entrait dans le cadre d'accords avec les États arabes du golfe qui étaient fermés à l'époque. Les Britanniques ont ensuite déplacé — encore à cause du climat — ces installations militaires à Kharg.
Lorsque les Britanniques restituèrent l'île à l'Iran en 1935, celle-ci devint une pomme de discorde entre l'Iran et les États arabes situés de l'autre côté du golfe, plus spécialement lorsque des gisements pétroliers furent découverts.
Le droit à l'extraction du pétrole allait de pair avec la lutte pour les frontières maritimes. Les décrets ottomans de 1914 et perses de 1934 fixèrent une zone de six miles. À partir de 1960, une zone de douze miles fut acceptée à l'unanimité. 
Après la révolution islamique de 1979, Qeshm a pris de l'importance jusqu'à être déclarée zone franche en 1989.
Le 3 juillet 1988, un Airbus A300 de la compagnie Iran Air (vol IR655) fut abattu à 2,5 kilomètres de la côte sud de l'île par un missile de la marine américaine, causant la mort de 290 personnes, dont 66 enfants.
Le 27 novembre 2005, un fort tremblement de terre a eu lieu sur l'île, d'une magnitude de 6,0 sur l'échelle de Richter, causant des dizaines de victimes. La terre a tremblé de nouveau sur l'île le 25 janvier 2006, cette fois avec une magnitude de 3,6.
Le 17 janvier 2006, la découverte de la plus grande grotte de sel au monde fut rendue publique.

## Économie
L'île de Qechm possède une cinquantaine d'entreprises, deux aéroports (l'aéroport de Qechm du Sud et l'aéroport de Deirestan), ainsi que des structures d'accueil touristiques. L'île fait l'objet d'un plan de développement depuis sa promotion au rang de zone franche. Ce plan inclut, entre autres, la mise en place d'un aéroport international.

### Agriculture
Sur la terre rocailleuse et quasiment stérile de l'île, on cultive des dattes et des melons, là où l'irrigation est possible. La pêche, l'élevage et les activités économiques apparentées sont également une source de revenu pour la population locale.

### Énergie
Outre ses gisements pétroliers, l'île est dotée de deux réservoirs de gaz naturel, « Gourzine » et « Salakh ».

### Tourisme
On peut visiter les monuments suivants :
- l'ancienne forteresse portugaise, munie de restes de deux remparts et flanquée d'une tour à chacun des quatre coins. Il reste, à l'intérieur, bon nombre de vieux canons rouillés[17] ;
- les citernes à eau (Bibi et Kharboz) ;
- la vieille ville de Kharboz ;
- les sanctuaires de Bibi Maryam et Seyyed Mozaffar.

### Défense
Selon des sources américaines, des missiles de croisière sont basés sur l'île dans le but de contrôler le trafic maritime dans le détroit d'Ormoz.

## Vie culturelle
L'institut d'enseignement supérieur de Qechm délivre le MBA de l'université Carleton, en partenariat avec cette dernière.
Les compétences traditionnelles de construction et de navigation des bateaux iraniens Lenj dans le golfe Persique, et particulièrement à Qeschm, sont inscrites sur la liste du Patrimoine culturel immatériel de l'Unesco.
L'artisanat de broderie traditionnelle de l'île s'appelle khousdouzi, s'effectue sans patron à fils d'or.

## Galerie

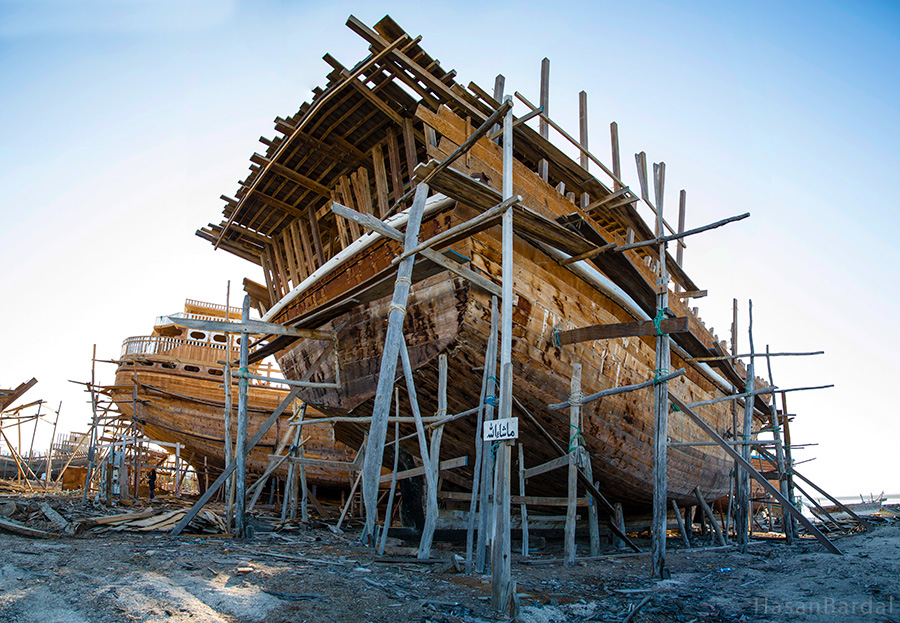
Bateau à voile Lenj (construction)
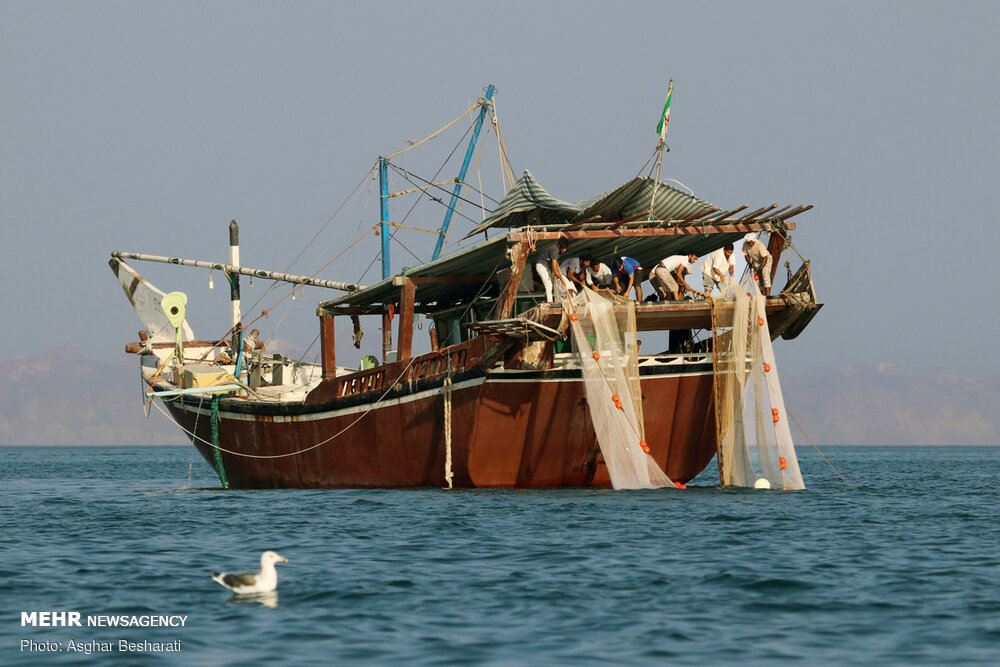
Bateau à voile Lenj (extérieur)
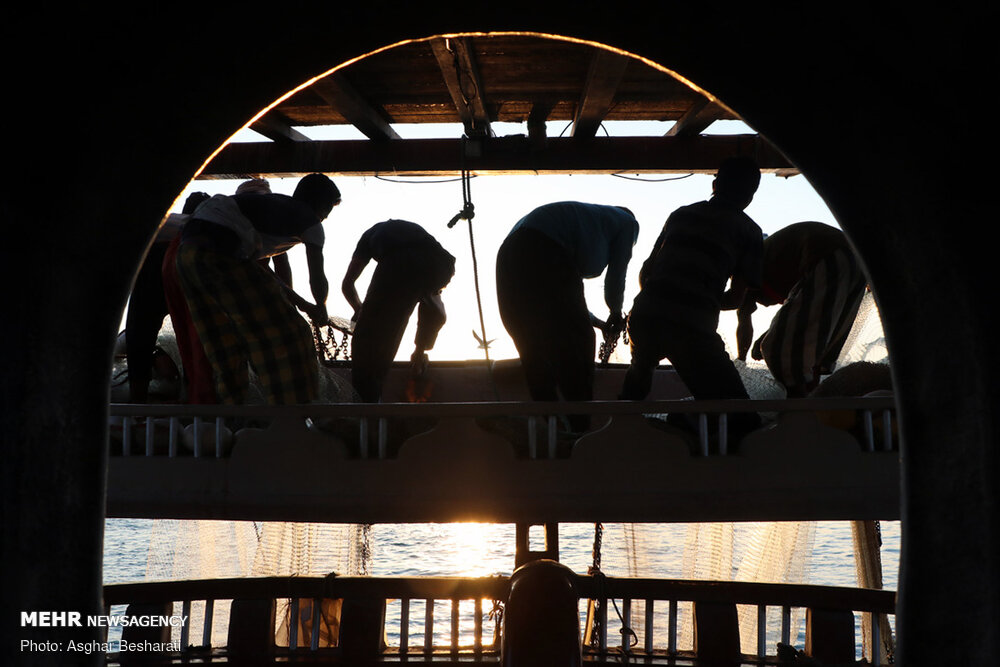
Bateau à voile Lenj (intérieur)
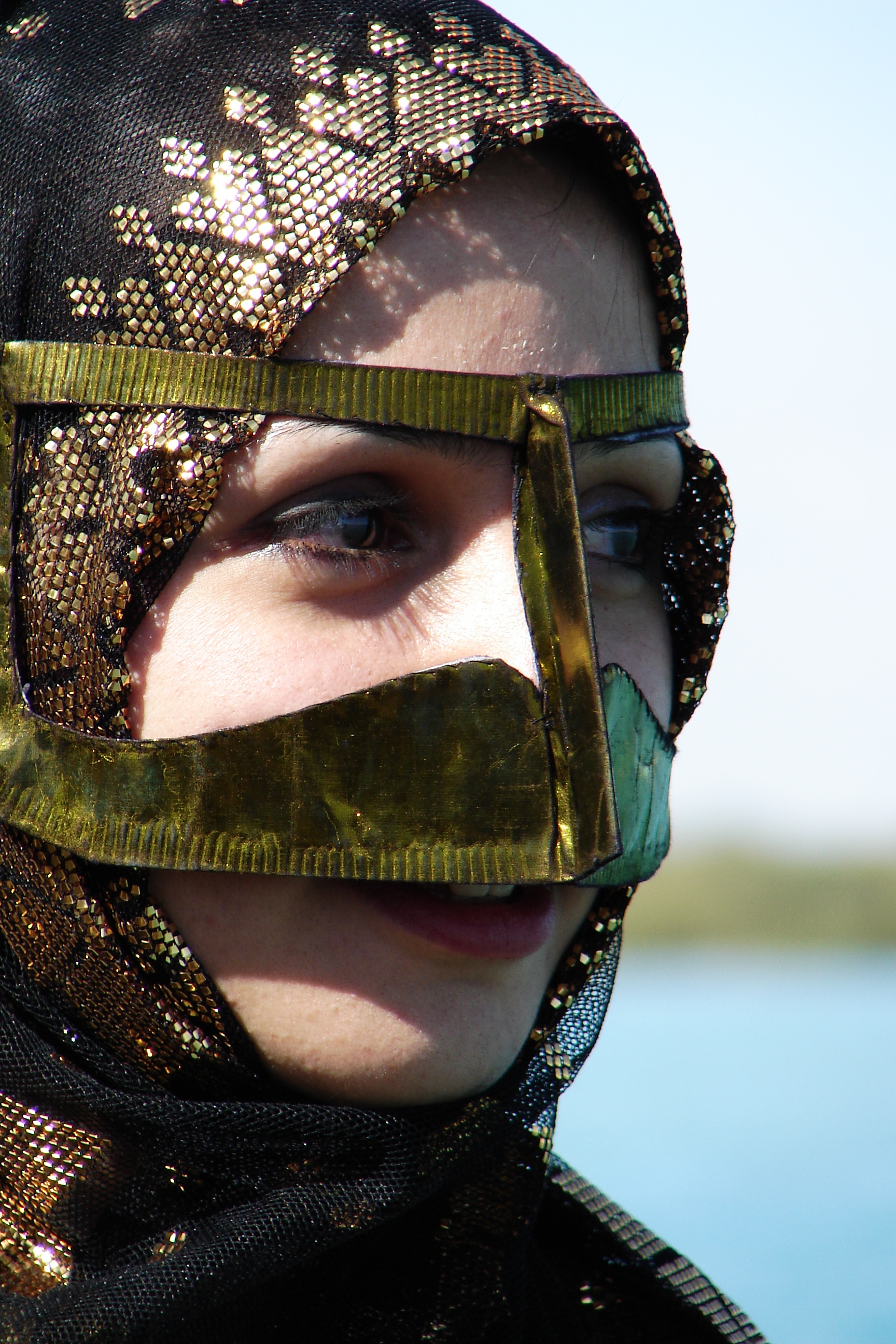
Masque féminin traditionnel, berghé, pour les femmes mariées Bandari.
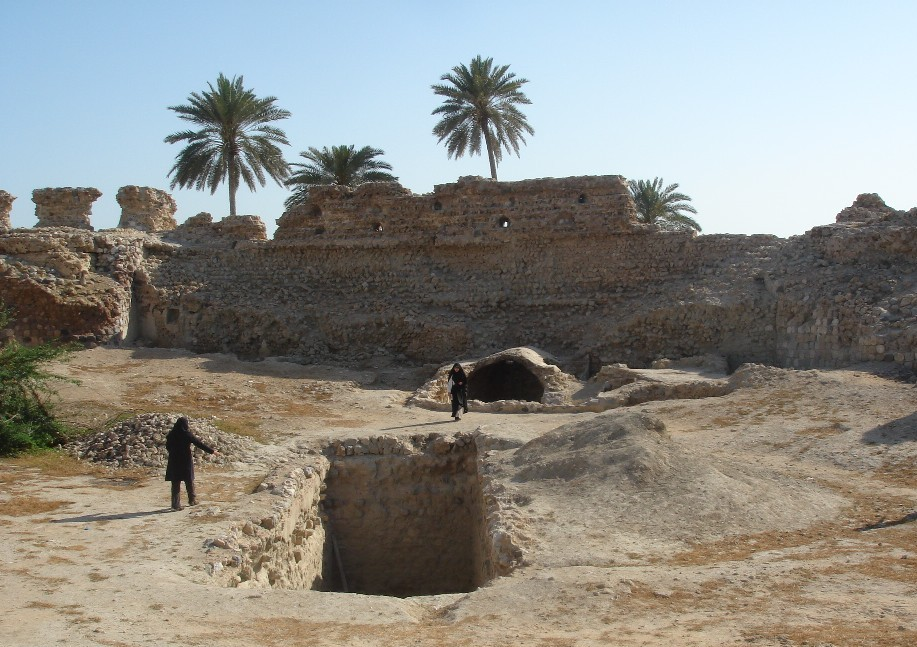
Fortification portugaise.
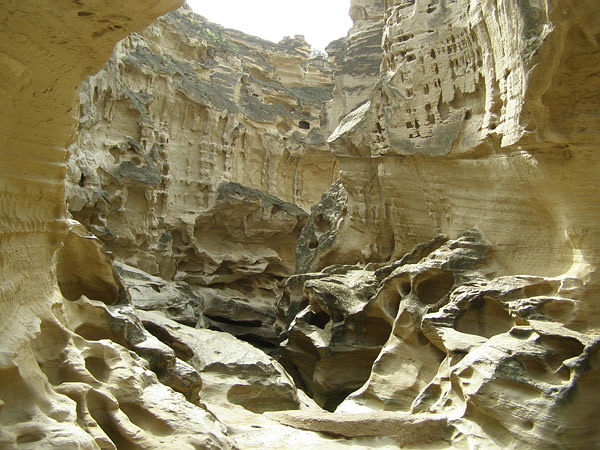
Aspect de Tchahkouh.
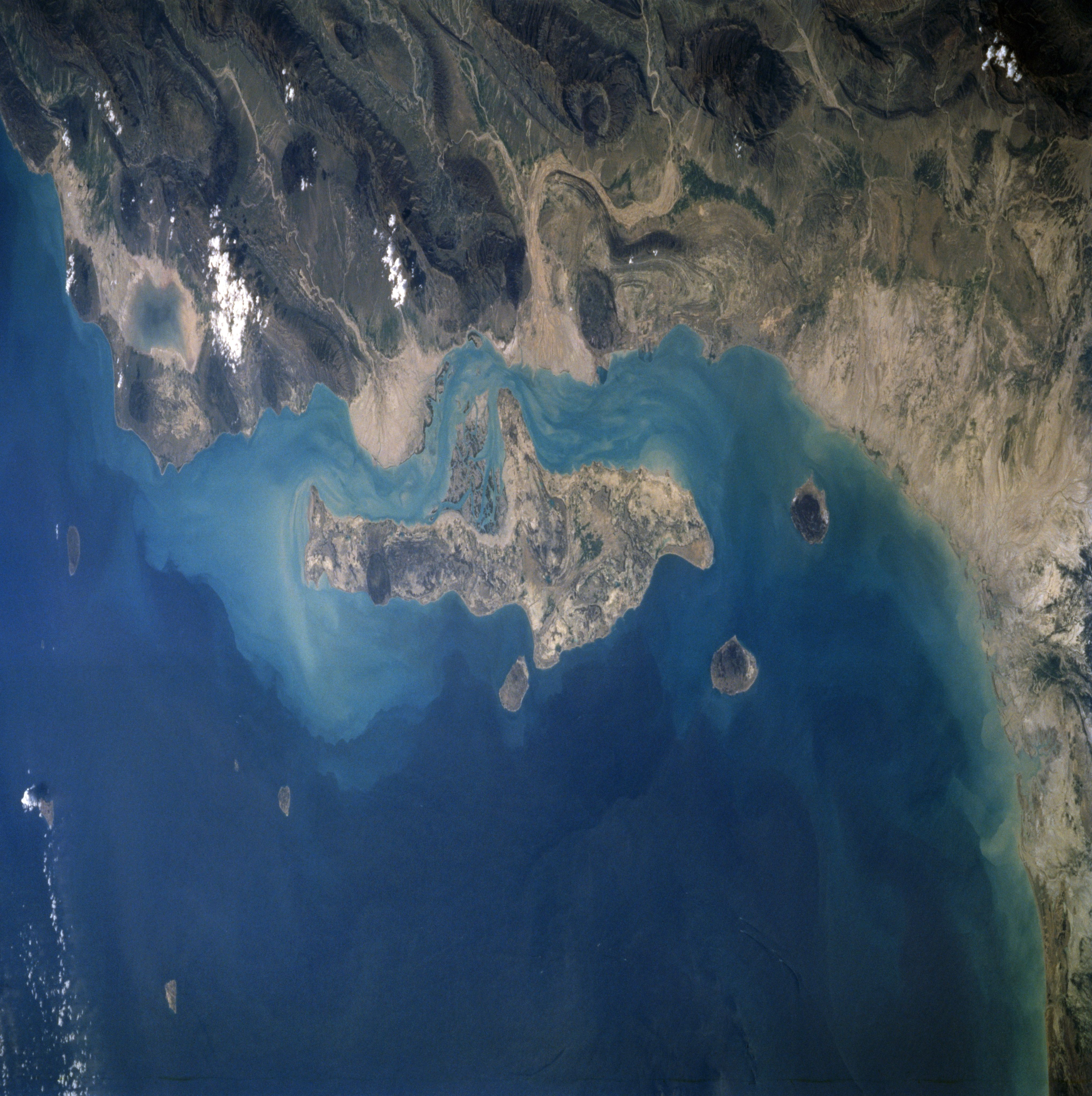
Qechm vue du ciel.